# Австралийские скептики
Австралийские Скептики (англ. Australian Skeptics) — некоммерческая организация, расположенная в Австралии. Основная деятельность организации — исследования паранормальных явлений и псевдонаучных концепций на основе научной методологии. Организация также выпускает свой журнал The Skeptic.

## История
Организация была основана в штате Виктория, Австралия в 1980 году, после визита Джеймса Рэнди, который способствовал её созданию на базе Комитета скептических расследований (англ. Committee for Skeptical Inquiry). Организация расположена по всей Австралии и в каждом штате есть своё отделение, которое выпускает свою газету. К 2007 году организация насчитывала 2100 членов.

## The Skeptic
Журнал The Skeptic выпускается Австралийскими Скептиками с 1981 года. Журнал часто используется австралийскими СМИ в качестве источника скептического взгляда на темы, рассмотренные на страницах журнала.

## No Answers in Genesis
No Answers in Genesis (в Книге Бытия нет ответов) — веб-сайт, аффилированный с организацией Австралийских Скептиков. На сайте размещена информация отстаивающая эволюционную теорию и критикующая младоземельный креационизм, и аргументы, высказываемые сторонниками этой идеи, такими как организация Answers in Genesis (ответы в Книге Бытия).

## Фонды и награды
Организация предлагает 100 тыс. австралийских долларов любому, кто в лабораторных условиях продемонстрирует паранормальные способности, 20 % от суммы присуждается номинатору успешного кандидата.
Ежегодно организация присуждает денежные награды, в частности 10 тыс. австралийских долларов присуждаются молодым писателям за скепсис в отношении паранормальных явлений и продвинутое критическое мышление.